# جوائز الموسيقى التصويرية العالمية
جوائز الموسيقى التصويرية العالمية (بالإنجليزية: World Soundtrack Awards)، كان «مهرجان غينت السينمائي» هو من أطلق هذه الجوائز في عام 2001، ويهدف إلى تنظيم الجوانب التعليمية، والثقافية، والمهنية لفن الموسيقى السينمائية، والإشراف عليها، بما في ذلك الحفاظ على تاريخ الموسيقى التصويرية والترويج لها في جميع أنحاء العالم. يقام هذا الحدث سنويًا في مدينة غينت في بلجيكا، مع الاحتفال عادةً في قاعة حفلات الكابيتول. تؤدي أوركسترا بروكسل الفيلهارمونية  بقيادة ديرك بروسي، عادة، الموسيقى المطلوبة في الحفل.

## الجوائز الرئيسية
الفئات الثلاث الرئيسية هي:
ملحن أفلام العام.
أفضل ملحن تلفزيوني لهذا العام.
أفضل أغنية أصلية مكتوبة مباشرة للسينما.

## جوائز أخرى
اكتشاف العام.
جائزة الاختيار العام (2001-2002، 2004-).
جائزة الإنجاز مدى الحياة.
جائزة سابام Sabam لأفضل مؤلفات ملحن دولي شاب.
مساهمة كبيرة في فن الموسيقى السينمائية والصوت (يتم توزيعها من حين لآخر).
الاستخدام الأكثر إبداعًا للمواد الموجودة في مقطع صوتي (2001).
أفضل نتيجة أصلية للسنة لم يتم إصدارها في ألبوم (2001).
أفضل نتيجة فيلم أصلي لهذا العام.
أفضل النقاط الأصلية لإنتاج بلجيكي.

## وصلات خارجية
- جوائز الموسيقى التصويرية العالمية
- جوائز الموسيقى التصويرية العالمية